# Ліззі Ярнолд
Елізабет (Ліззі) Ярнолд (англ. Elizabeth Yarnold) — британська скелетоністка, дворазова олімпійська чемпіонка. 
Золоту олімпійську медаль та звання олімпійської чемпіонки Ярнолд виборола на Іграх у Сочі. На Пхьончханській олімпіаді 2018 року вона зуміла повторити цей успіх. 